# سوزان جاي نابير
سوزان جاي نابير (بالإنجليزية: Susan J. Napier) هي لغوية ومعلمة مدرسية أمريكية، ولدت في 11 أكتوبر 1955 في كامبريدج في الولايات المتحدة.

## وصلات خارجية
- سوزان جاي نابير على موقع ANN person (الإنجليزية)